# 马市戏台
马市戏台，位于中国广东省韶关市始兴县马市镇，为始兴县的一个县级文物保护单位，类型为古建筑，公布时间为2004年8月15日。
马市戏台的历史年代为清代。